# سیارک ۳۷۴۰
سیارک ۳۷۴۰ (به انگلیسی: 3740 Menge، نامگذاری:1981EM) سه هزار و هفتصد و چهلمین سیارک کشف شده‌است که در ۱ مارس ۱۹۸۱ کشف شد.
قدر مطلق سیارک برابر ۱۳٫۹۰ است.